# ヨハン・クリスチャン・ダール
ヨハン・クリスチャン・ダール（Johan Christian Clausen Dahl、1788年2月24日 - 1857年10月14日）は、19世紀のノルウェーの画家。ロマン派の代表的画家に数えられる。

## 生涯

### 修業時代

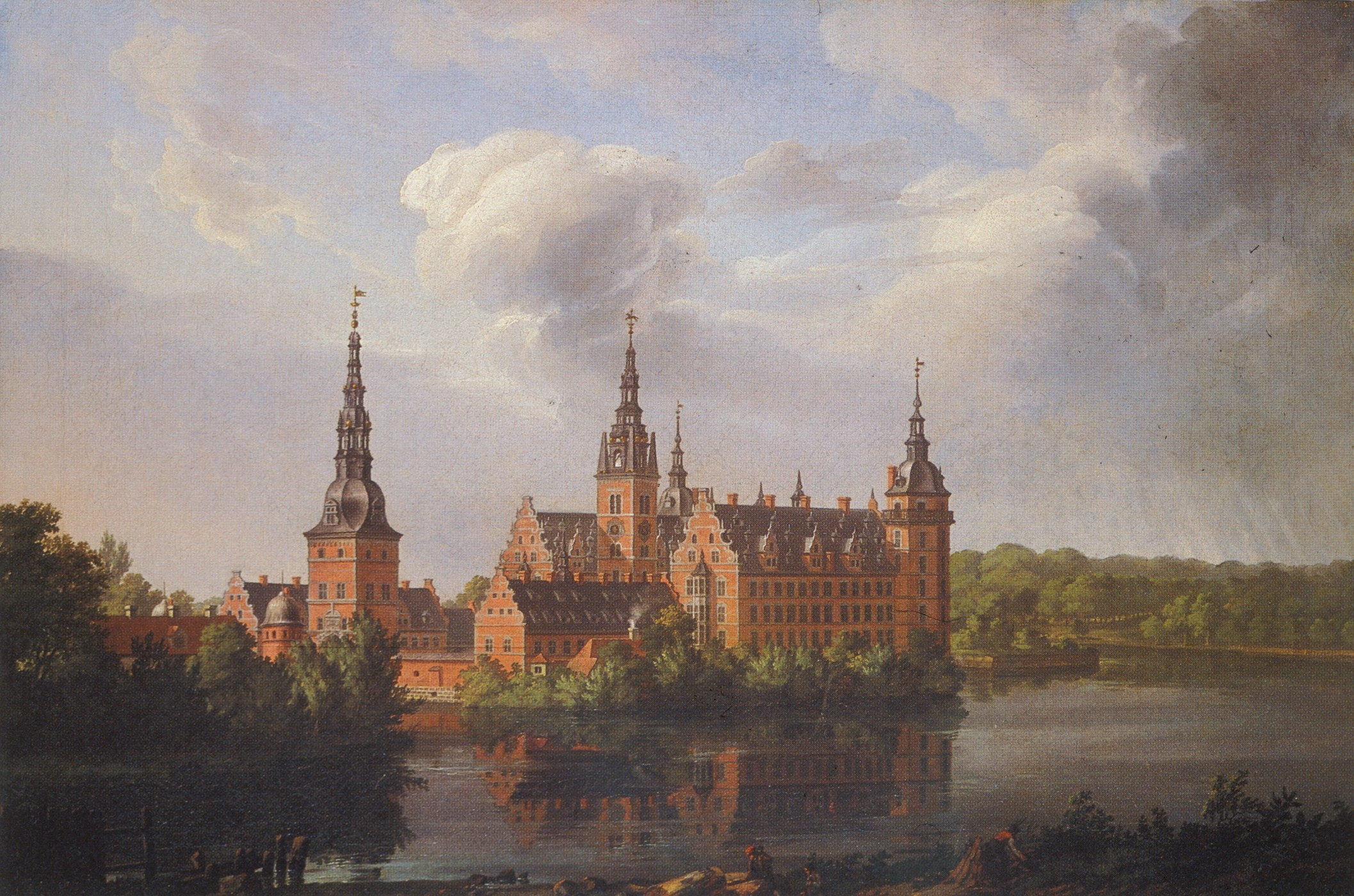
フレデリクスボー城, 1814

ノルウェー、ベルゲンの漁師の子として生まれる。決して恵まれた環境に生まれたとは言えず、後年『もし裕福な家の子供として生まれていれば、良い教師に恵まれ、今よりも良い絵が描けていただろう』と述べている。少年時代は聖職者になるための教育を受けていた。しかしそこで教師たちはダールに絵の才能を見出し、デンマークのコペンハーゲンの絵画アカデミーに進学させたのである。当時はまだノルウェーはデンマーク領だった。陽気な性格のダールはコペンハーゲンにはすぐに馴染み、1年後の1812年には初めての展覧会を開くほどになった。そしてその3年後の1815年にはクリスチャン・フレデリック王子が彼のパトロンにつくことになった。この王子は1814年のほんの一時期、ノルウェーがスウェーデンに割譲されるまでノルウェー国王となっていた人物で、のちのデンマーク国王クリスチャン8世である。しかし単に金銭などの支援のみならず、身分を越えて非常に仲の良い友人となった。
1818年にドレスデンを訪れたダールは有力な市民や芸術家の歓迎を受けた。その中に生涯の友人であり師となる画家のカスパー・ダーヴィト・フリードリヒもいた。その地でフリードリヒらドイツロマン派の画家の強い影響を受ける。1820年にはドレスデンアカデミーの一員となった。

### 近代ノルウェー絵画の父として
1821年2月、クリスチャン・フレデリック王子の誘いでイタリアに渡った。ナポリ湾の絵を描いたことが彼の大きな転機となる。ナポリの情景から特に思い返すこともなかった故郷ノルウェーの自然の素晴らしさを思い出したからだった。しかしながらドレスデンで多忙であったダールは1826年までノルウェーに帰国することが叶わなかった。1930年代以降は活動拠点をドレスデンに置き続けたが、ノルウェーにも頻繁に帰国し、長期に亘って国内を巡り、その自然を描くようになった。

スタルハイム, 1842

デンマーク領から、スウェーデン＝ノルウェー二重王国に変わり、自治権が与えられた当時のノルウェーにおいては知識層の中で、民族主義の高まりがあった。その中で国家・民族に見合う芸術が模索されていた。ダールの風景画はそうした民族的ロマン主義の勃興に大きな影響を与え、『ノルウェー風景画の父』と今日まで称されるに至ることとなった。ダール自身も近代ノルウェー絵画界における先駆者として、後進の養成、オスロ国立美術館の創立に寄与した。

## 家族
1820年6月にドレスデンでエミリー・フォン・ブロック(Emilie von Block)と結婚したが最初の妻は、1827年の出産後、亡くなった。1830年に教え子で貴族の出身の アマリエ・フォン・バッセヴィッツ(Amalie von Bassewitz)と再婚するが、2度目の妻も1830年の出産時に亡くなった。息子のヨハン・ジークヴァルト・ダール(1827-1902)は動物画を得意とする画家になり、娘のカロリーネ(Caroline)は後にノルウェーで大臣やオスロ市長になるノルウェー陸軍省の役人、Anders Sandøe Ørsted Bullと結婚した。

## 人名の表記について
北欧諸国では一般的にJ.C.Dahlと表記されていることが多い。ノルウェー・ブークモール語ではI. C. Dahl 表記も見られる。